# Campeonato de Rugby League de Oriente Medio-África
El Campeonato de Rugby League de Oriente Medio-África (Middle East-Africa Rugby League Championship) es una competición internacional de rugby league disputada por selecciones nacionales pertenecientes al continente africano y asiático.

## Campeonatos
| Edición | Año  | Campeón                            | 2º puesto                          | 3º puesto                          | 4º puesto                          |
| ------- | ---- | ---------------------------------- | ---------------------------------- | ---------------------------------- | ---------------------------------- |
| I       | 2015 | Líbano                             | Sudáfrica                          |                                    |                                    |
| II      | 2019 | Nigeria                            | Marruecos                          | Ghana                              | Camerún                            |
| -       | 2020 | Cancelado por pandemia de COVID-19 | Cancelado por pandemia de COVID-19 | Cancelado por pandemia de COVID-19 | Cancelado por pandemia de COVID-19 |
| III     | 2022 | Nigeria                            | Ghana                              | Kenia                              | Camerún                            |

## Posiciones
Número de veces que los equipos ocuparon cada posición en todas las ediciones.
| Equipo    | Campeón | Subcampeón | 3° puesto | 4° puesto |
| --------- | ------- | ---------- | --------- | --------- |
| Nigeria   | 2       |            |           |           |
| Líbano    | 1       |            |           |           |
| Sudáfrica |         | 1          |           |           |
| Marruecos |         | 1          |           |           |
| Ghana     |         | 1          | 1         |           |
| Kenia     |         |            | 1         |           |
| Camerún   |         |            |           | 2         |